# 深井龍之介
深井 龍之介（ふかい りゅうのすけ、1985年〈昭和60年〉11月24日 - ）は、日本の実業家。株式会社COTEN代表取締役CEO、株式会社ジョイゾー社外取締役、株式会社丸井グループ アドバイザー。

## 人物・経歴
島根県出雲市出身。
九州大学文学部社会学研究室を卒業後、株式会社東芝の半導体部門経営企画に配属。その後株式会社リーボに取締役として参加。事業計画立案、資金調達、採用、サービス開発など幅広く経験する。
2015年 株式会社ウェルモにCSOとして参加、社員2名から60名まで拡大し、2017年10月以降は社外取締役として経営に参画。
2016年2月に歴史領域をドメインとした株式会社COTENを設立。世界史のデータベース化事業を主軸にしている。
Newspicksによるインタビュー記事で、「歴史は、自分、他者をより深く理解するための最高のケーススタディ」と語り、多様化した選択過多な”迷いの時代”において、物事を多面的な視点で捉え、何かを決断するときのサポートになると考える。日頃から、ソリューションに寄りすぎない人文学的な思考を大切にしており、哲学や社会文化人類学にも通じている。
「Industry Co-Creation (ICC) サミット KYOTO 2020」のカタパルト・グランプリにおいて、最終登壇者として約7分間、世界史のデータベースの意義について語った。趣味は、エレキベース・ゲーム・旅行。国内では温泉に、海外ではその土地の市井の人の暮らしを知ろうとするなど社会文化人類学的なアプローチで旅をしている。

## 活動
2018年よりPodcast番組「歴史を面白く学ぶコテンラジオ」を開始。JAPAN PODCAST AWARDS2019にて大賞を受賞したほか、協賛のSpotifyが選ぶ「Spotify賞」もダブルで受賞した。

### Podcast
- コテンラジオ - 2018年10月10日

## 著書
- 深井龍之介『世界史を俯瞰して、思い込みから自分を解放する 歴史思考』ダイヤモンド社、2022年3月。ISBN 9784478112274。
- 深井龍之介 、野村高文『視点という教養（リベラルアーツ） 世界の見方が変わる７つの対話』イースト・プレス、2022年6月。ISBN 9784781620947。